# Gl 532
Gliese 532 (zkracovaná také Gl 532) je oranžový trpaslík (hvězda spektrální třídy K5V) nacházející se v souhvězdí Velké medvědice. Od Země je vzdálená přibližně 46 světelných let a díky své zdánlivé hvězdné velikosti okolo 8,90 není viditelná pouhým okem.

## Fyzikální vlastnosti
Gliese 532 má zhruba 0,68násobek poloměru Slunce, její teplota se pohybuje kolem 4340 K. Celková svítivost činí přibližně 0,10násobek sluneční svítivosti, což odpovídá slabší, chladnější hvězdě hlavní posloupnosti. Radiální rychlost hvězdy je kolem −43 km/s (dle databáze SIMBAD), což znamená, že se k nám přibližuje.

## Katalogy a označení
- Glieseho katalog: Gl 532
- Henry Draper Catalogue: HD 234078
- Hipparcos: HIP 67691
- SAO: SAO 28910
- LHS (Luyten Half-Second): LHS 363